# Sympathy for the Devil (film)
Sympathy for the Devil (oorspronkelijk uitgebracht als One Plus One) is een film uit 1968, geregisseerd door Jean-Luc Godard en wisselt een documentaire over de Engelse band The Rolling Stones af met surrealistische, avant-gardistische en politiek getinte scènes en dialogen.

## Samenvatting
Centraal in de film staan de Stones die in de studio werken aan de opnamen van het nummer Sympathy for the Devil. De lange, ononderbroken shots geven een goed beeld hoe de band werkt en schaaft aan het nummer. Goed te zien is hoe gitarist Brian Jones tijdens de opnamen steeds stiller en geslotener wordt, enkele maanden later wordt hij dan ook door zijn collega's ontslagen. De actualiteit komt tot uiting als Jagger een regel in de liedtekst die refereert aan de moord op John Kennedy moet veranderen als ook diens broer Robert Kennedy wordt vermoord.
De beelden van het opnameproces van de band worden afgewisseld met geënsceneerde en geïmproviseerde monologen, dialogen en vervreemdende taferelen in bijvoorbeeld een boekhandel en een autokerkhof. Aan bod komen thema's als democratie, marxisme en rassenemancipatie. Stuk voor stuk gevoelige thema's, die in die tijd het maatschappelijke en politieke debat beheersten. Een wrange scène wordt gespeeld door echte leden van de Black Panther-beweging, die zich lijken voor te bereiden op een gewapende strijd.

## Producersversie
Om de commerciële waarde van de film te verhogen, besloten de producenten tot een nieuwe montage en een nieuwe titel Sympathy for the Devil. In de nieuwe versie van de film is bijvoorbeeld de volledige, voltooide versie van het Rolling Stones-nummer te zien en te horen. Regisseur Godard kon zich niet vinden in deze nieuwe versie en hij verbrak alle banden met de verantwoordelijke producers. Desalniettemin werd de versie van de producenten in 2007 wereldwijd opnieuw uitgebracht op dvd.